# Jens Deimel
Jens Deimel (* 14. September 1972 in Winterberg) ist ein ehemaliger deutscher Nordischer Kombinierer und Skispringer sowie heutiger Skisprungtrainer.

## Werdegang

### Anfänge
Deimel begann 1985 mit dem Skispringen. Nach und nach wuchs er in die Rolle des Kombinierers hinein. Im Jahr 1990 wurde er im Alter von 17 Jahren deutscher Jugendmeister im Skispringen und in der Kombination. Ein Jahr später gewann er die Gesamtwertung des Alpencups der Nordischen Kombination.

### 1992 bis 1995
Sein Debüt im A-Weltcup der Nordischen Kombination gab er Anfang Januar 1992 in Schonach und beendete das Rennen auf Platz 14. Beim Weltcup in Murau schaffte er mit Platz 13. im letzten Moment das Ticket zu den Olympischen Winterspielen 1992 in Albertville. Dort wurde er nur in der Teamstaffel eingesetzt und landete auf dem fünften Platz. Zusätzlich wurde er im Skispringen auf der Normalschanze eingesetzt und belegte den 34. Platz. Im Gesamtweltcup belegte er den 36. Platz. Bei den Juniorenskiweltmeisterschaften 1992 in Vuokatti gewann er im Gundersen die Bronzemedaille und im Teamwettbewerb Silbermedaille.
Im Alter von 19 Jahren gewann Deimel 1992 zum ersten Mal den deutschen Meisterschaften. In der Weltcupsaison 1992/93 gewann er den dritten Platz in Saalfelden und wurde in der Gesamtwertung 16. Bei den seinen ersten Skiweltmeisterschaften 1993 in Falun gewann er in der Teamstaffel zusammen mit Thomas Dufter und Hans-Peter Pohl die Bronzemedaille. Im darauf folgenden Weltcupsaison 1993/94 kam er nur in Trondheim zum Einsatz und kam im Gundersen auf den 15. Platz. Deimel qualifizierte sich für die Olympischen Winterspiele 1994 in Lillehammer aber er kam nicht zum Einsatz. So kam er beispielsweise beim Weltcup-Finale 1993 in Planica auf der Flugschanze zum Einsatz. Sein dort ersprungener elfter Platz sicherte ihm fünf Weltcup-Punkte, die ihn Rang 50 in der Weltcup-Gesamtwertung der Saison 1992/93 belegen ließen. Zu Beginn der Saison 1994/95 war er an einem Wochenende im B-Weltcup in Lillehammer aktiv. Er belegte nach dem Springen und dem anschließenden 15-km-Rennen den dritten Platz. Anfang Januar 1995 bestritt er das Rennen in Val di Fiemme mit Platz 11. Die Zweiten Skiweltmeisterschaften 1995 in Thunder Bay verliefen teils weise recht ordentlich mit Platz 16 im Gundersen und Platz sechs in der Teamstaffel. 1995 musste er sich einer Knieoperation unterziehen.

### 1996 bis 1999
In der Weltcupsaison 1995/96 war er fünfmal unter den ersten zehn. Seit 1993 stand er wieder in Steamboat Springs und in St. Moritz jeweils nach dem Springen auf Platz ein, konnte den Platz im Skilanglauf nicht halten und viel auf die Plätze fünf und sieben zurück. In der Gesamtwertung belegte er den neunten Platz. 1996 wurde er bei den deutschen Meisterschaften Zweiter. In der Saison 1996/97 stieg er wieder spät im Weltcup ein, war nur bei den Stationen Hakuba und Oslo dabei und beendete die Rennen mit Platz 11 und zehn und belegte am Ende der Saison insgesamt den 27. Platz.
Bei den seinen dritten Skiweltmeisterschaften 1997 in Trondheim erreichte er im Gundersen den achten Platz und der Teamstaffel den sechsten Platz. Einen Sommer vorher wäre er wegen eines Muskelfaserriss sowie eine Mandeloperation beinahe zwei Monate ausgefallen. In der Olympiasaison 1997/98 konnte er vorne in der Spitze wieder angreifen. So sprang beim Weltcup in Rovaniemi ein guter zehnter Platz heraus, in Sapporo und in Lahti jeweils ein siebenter Platz und in Oslo der vierte Platz. Bei den Olympischen Winterspielen 1998 in Nagano sprang für die DSV-Teamstaffel der sechste Platz heraus und im Gundersen der 13. Platz. Noch im selben Jahr wurde er zum dritten Mal deutscher Meister und zweiter mit dem Team als Kombinierer. In der Weltcupsaison 1998/99 landete Deimel bei sieben Weltcupstationen jeweils unter den besten 15 und wurde in der Gesamtwertung 21. Die Skiweltmeisterschaften 1999 in Ramsau verliefen alles andere als gut. Denn es sprang wieder mit der Teamstaffel ein guter sechster Platz heraus. Im Gundersenwettbewerb der 15. und im Sprint der 24. Platz. 1999 wurde zweiter als Kombination und dritter als Spezialspringer.

### 2000 bis 2002
Die Saison 1999/2000 lief bis auf wenige Ausnahmen sehr schlecht, denn Deimel landete nur dreimal unter den ersten Zehn. In der Gesamtwertung kam er auf den 17. Platz. Auch die nachfolgende Saison 2000/01 war alles andere als gut. Nur ein vierter Platz in Park City/Soldier Hollow. Insgesamt wurde er in der Gesamtwertung 23. Bei seinen letzten Skiweltmeisterschaften 2001 in Lahti kam er mit der Teamstaffel auf dem undankbaren vierten Platz und Sprint auf dem 15. Platz. In seiner letzten Saison 2001/02 lief es überhaupt nicht gut. In Val di Fiemme erreichte er mit Platz drei den zweiten Podiumsplatz seiner Karriere. In der Weltcupgesamtwertung erreichte er den 46. Platz. Im Mai 2002 gab er seinen Rücktritt als Kombinierer.

### Trainer
Seit der Saison 2016/17 arbeiten Jens Deimel, Christian Winkler und Roar Ljøkelsøy als Co-Trainer der deutschen Skisprung-Nationalmannschaft unter der Leitung von Bundestrainer Werner Schuster.

## Statistik

### Platzierungen bei Olympischen Winterspielen
| Jahr und Ort     | Wettbewerb    | Wettbewerb | Wettbewerb |
| Jahr und Ort     | Normalschanze | Gundersen  | Team NK    |
| ---------------- | ------------- | ---------- | ---------- |
| 1992 Albertville | 34.           | –          | 05.        |
| 1998 Nagano      | –             | 13.        | 06.        |

### Platzierungen bei Weltmeisterschaften
| Jahr und Ort     | Wettbewerb | Wettbewerb | Wettbewerb |
| Jahr und Ort     | Gundersen  | Sprint     | Team       |
| ---------------- | ---------- | ---------- | ---------- |
| 1993 Falun       | –          | –          | 03.        |
| 1995 Thunder Bay | –          | –          | 06.        |
| 1997 Trondheim   | –          | –          | 06.        |
| 1999 Ramsau      | 15.        | 24.        | 06.        |
| 2001 Lahti       | –          | 15.        | 04.        |

### Weltcup-Platzierungen
Nordische Kombination
| Saison  | Platz | Punkte |
| ------- | ----- | ------ |
| 1991/92 | 33.   | 005    |
| 1992/93 | 16.   | 019    |
| 1993/94 | 41.   | 087    |
| 1994/95 | 24.   | 228    |
| 1995/96 | 09.   | 583    |
| 1996/97 | 27.   | 278    |
| 1997/98 | 14.   | 495    |
| 1998/99 | 21.   | 493    |
| 1999/00 | 17.   | 557    |
| 2000/01 | 23.   | 384    |
| 2001/02 | 46.   | 247    |

Skispringen
| Saison  | Platz | Punkte |
| ------- | ----- | ------ |
| 1992/93 | 50.   | 005    |

## Auszeichnung
- Goldener Ski des DSV: 1996, 1997[1]